# مسابقات قهرمانی فوتبال غرب آسیا
قهرمانی فدراسیون فوتبال غرب آسیا یک رویداد چندجانبهٔ ورزشی بین تیم‌های ملی فوتبال است که توسط فدراسیون فوتبال غرب آسیا برگزار می‌شود. اولین دورهٔ این مسابقات در سال ۲۰۰۰ با شرکت تیم‌های ایران، سوریه، اردن، عراق، فلسطین و لبنان و دو تیم مهمان قزاقستان و قرقیزستان برگزار شد.
در دوره‌های مختلف برگزارشده کشورهایی مانند یمن، قطر، امارات، کویت، بحرین و ایران نیز شرکت داشته‌اند.
تیم ملی فوتبال ایران با ۴ قهرمانی پرافتخارترین تیم این  مسابقات می‌باشد. بعد از ایران تیم‌های عراق، کویت، سوریه، قطر و بحرین هر کدام با یک قهرمانی در رده دوم قرار دارند.
همچنین مسابقات در رشته‌های فوتسال مردان، فوتبال زنان و فوتبال زیر ۱۵ سال مردان نیز در قالب مسابقات غرب آسیا برگزار می‌شود.

## خلاصه ادوار برگزار شده
| سال  | میزبان |         | فینال         | فینال       | فینال   |                  | رده‌بندی | رده‌بندی          | رده‌بندی |
| سال  | میزبان | قهرمان  | نتیجه         | نایب قهرمان | سوم     | نتیجه            | چهارم   |                  |         |
| ۲۰۰۰ | امان   | · ایران | ۱–۰           | · سوریه     | · عراق  | ۴–۱              | · اردن  |                  |         |
| ۲۰۰۲ | دمشق   | · عراق  | ۳–۲ وقت اضافه | · اردن      | · ایران | ۲–۲ (۲–۴) پنالتی | · سوریه |                  |         |
| ۲۰۰۴ | تهران  | · ایران | ۴–۱           | · سوریه     | · اردن  | ۳–۱              | · عراق  |                  |         |
| ۲۰۰۷ | امان   | · ایران | ۲–۱           | · عراق      | · اردن  | برگزار نشد       | · سوریه |                  |         |
| ۲۰۰۸ | تهران  |         | · ایران       | ۲–۱         | · اردن  |                  | · سوریه | برگزار نشد       | · قطر   |
| ۲۰۱۰ | امان   |         | · کویت        | ۲–۱         | · ایران |                  | · یمن   | برگزار نشد       | · عراق  |
| ۲۰۱۲ | کویت   |         | · سوریه       | ۱–۰         | · عراق  |                  | · عمان  | ۱–۰              | · بحرین |
| ۲۰۱۴ | دوحه   |         | · قطر         | ۲–۰         | · اردن  |                  | · بحرین | ۰–۰ (۲–۳) پنالتی | · کویت  |
| ۲۰۱۹ | کربلا  |         | · بحرین       | ۱–۰         | · عراق  |                  | ؟       | برگزار نشد       | ؟       |

در سال ۲۰۱۹ این مسابقات با شرکت ۹ تیم در کشور عراق برگزار شد که با قهرمانی تیم ملی بحرین به پایان رسید. در بازی‌پایانی تیم ملی بحرین توانست یک بر صفر تیم ملی عراق را شکست دهد و به قهرمانی برسد.

## قهرمان‌ها
| قهرمان    | کشور  | سال                    |
| --------- | ----- | ---------------------- |
| ۴ قهرمانی | ایران | ۲۰۰۰، ۲۰۰۴، ۲۰۰۷، ۲۰۰۸ |
| ۱ قهرمانی | عراق  | ۲۰۰۲                   |
| ۱ قهرمانی | کویت  | ۲۰۱۰                   |
| ۱ قهرمانی | سوریه | ۲۰۱۲                   |
| ۱ قهرمانی | قطر   | ۲۰۱۴                   |
| ۱ قهرمانی | بحرین | ۲۰۱۹                   |